# Henry Miller (Schauspieler)

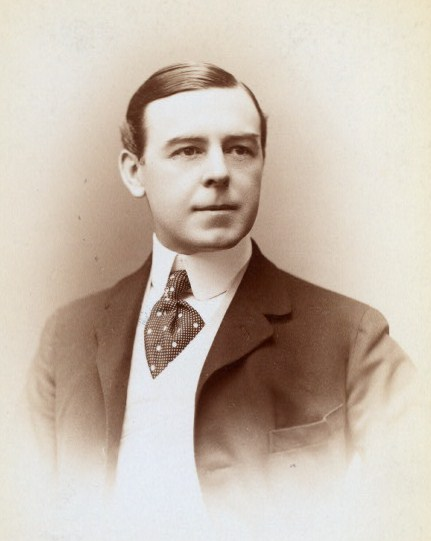
Henry Miller

Henry Miller (* 1. Februar 1859 in London; † 9. April 1926 in New York City) war ein englisch-amerikanischer Schauspieler und Regisseur.
Miller emigrierte mit seinen Eltern in seiner Jugend nach Kanada. Er wurde 1893 zum führenden Darsteller am New York City Empire Theatre und gründete auch Henry Miller’s Theatre in New York City. Über Jahrzehnte war er eine Größe der New Yorker Theaterwelt. Miller war von Bedeutung für die Entwicklung der Karrieren u. a. von Alla Nazimova und Ruth Chatterton.
Sein Sohn war der Theaterproduzent Gilbert Miller.